# Phytoliriomyza bornholmensis
Phytoliriomyza bornholmensis este o specie de muște din genul Phytoliriomyza, familia Agromyzidae, descrisă de Spencer în anul 1976.
Este endemică în Denmark. Conform Catalogue of Life specia Phytoliriomyza bornholmensis nu are subspecii cunoscute.